# 桑扎·巴亚尔
桑扎·巴亚尔（發音：[saɲt͡ɕáɣiɴ páɪr̥]；1956年3月4日—）蒙古乌兰巴托人，蒙古国政治人物。

## 生平
1956年生于蒙古人民共和国首都乌兰巴托。1978年，自莫斯科国立大学法律专业毕业。1979年至1983年，在蒙古人民共和国军队中供职，任武装力量总参谋部军官。1983年至1988年，在蒙古通讯社工作，历任记者、编辑、代理总编辑。1988年，加入蒙古人民革命党，并于1990年当选为国家大呼拉尔委员。1992年，出任国防部战略研究所所长。1997年，出任蒙古国总统办公厅主任。2001年至2005年，任蒙古国驻俄罗斯大使。2005年至2007年，担任蒙古人民革命党中央委员会总书记。2007年10月，击败米耶贡布·恩赫包勒德当选为该党主席。2007年10月22日至2009年10月29日任蒙古国总理。2009年10月26日向国家大呼拉尔递交因健康原因辞职的辞呈。2009年10月29日被苏赫巴托尔·巴特包勒德接替。